# Bethencourt Communal Cemetery
Bethencourt Communal Cemetery  est un cimetière militaire de la Première Guerre mondiale situé sur le territoire de la commune de Béthencourt dans le département du Nord.

## Historique
Ce cimetière a été commencé par les Britanniques en octobre 1918 à la suite des combats qui se sont déroulés dans le secteur.

## Caractéristique
Ce cimetière jouxtant le cimetière communal, rue Jean Jaurès comporte 75 tombes.

## Galerie

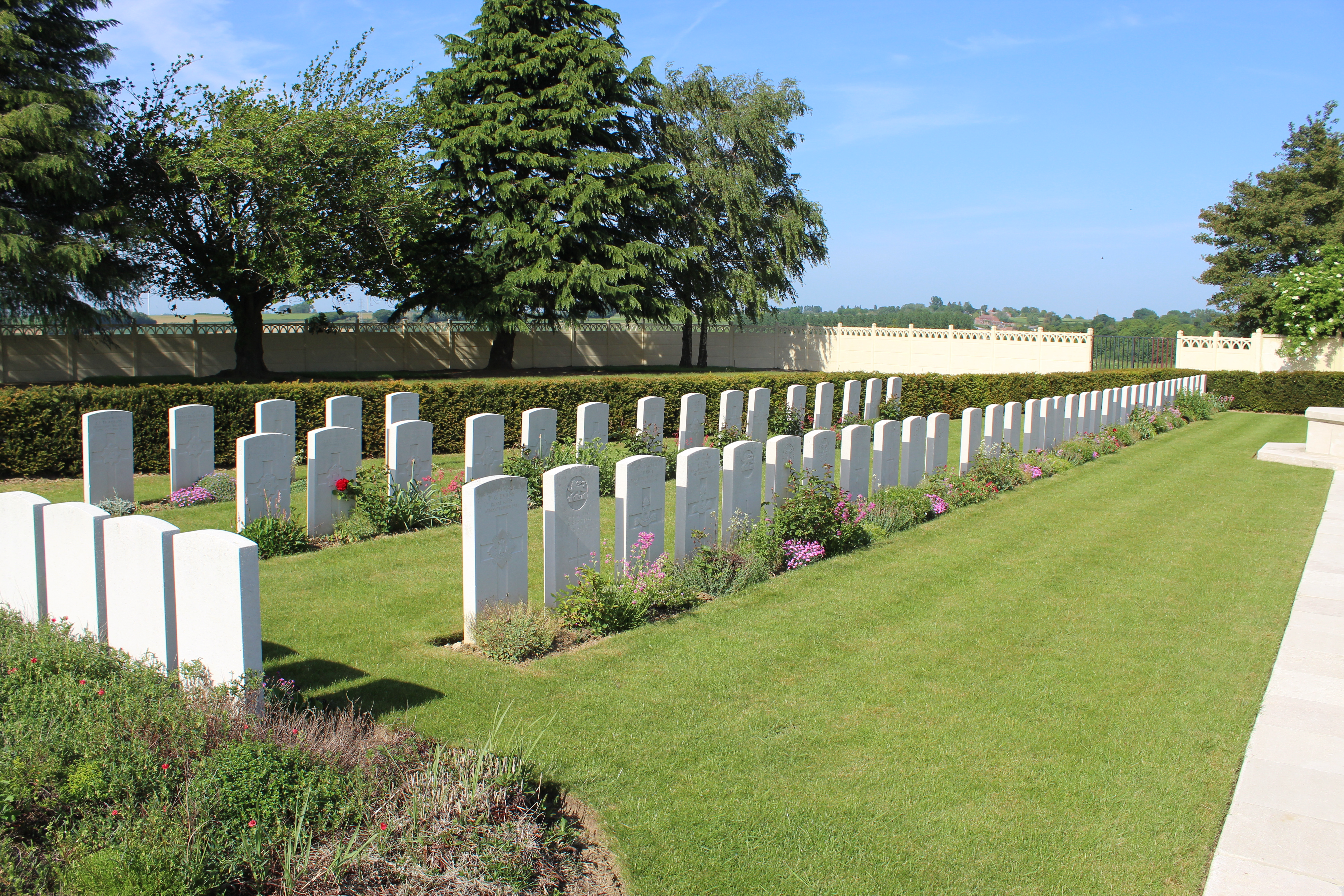
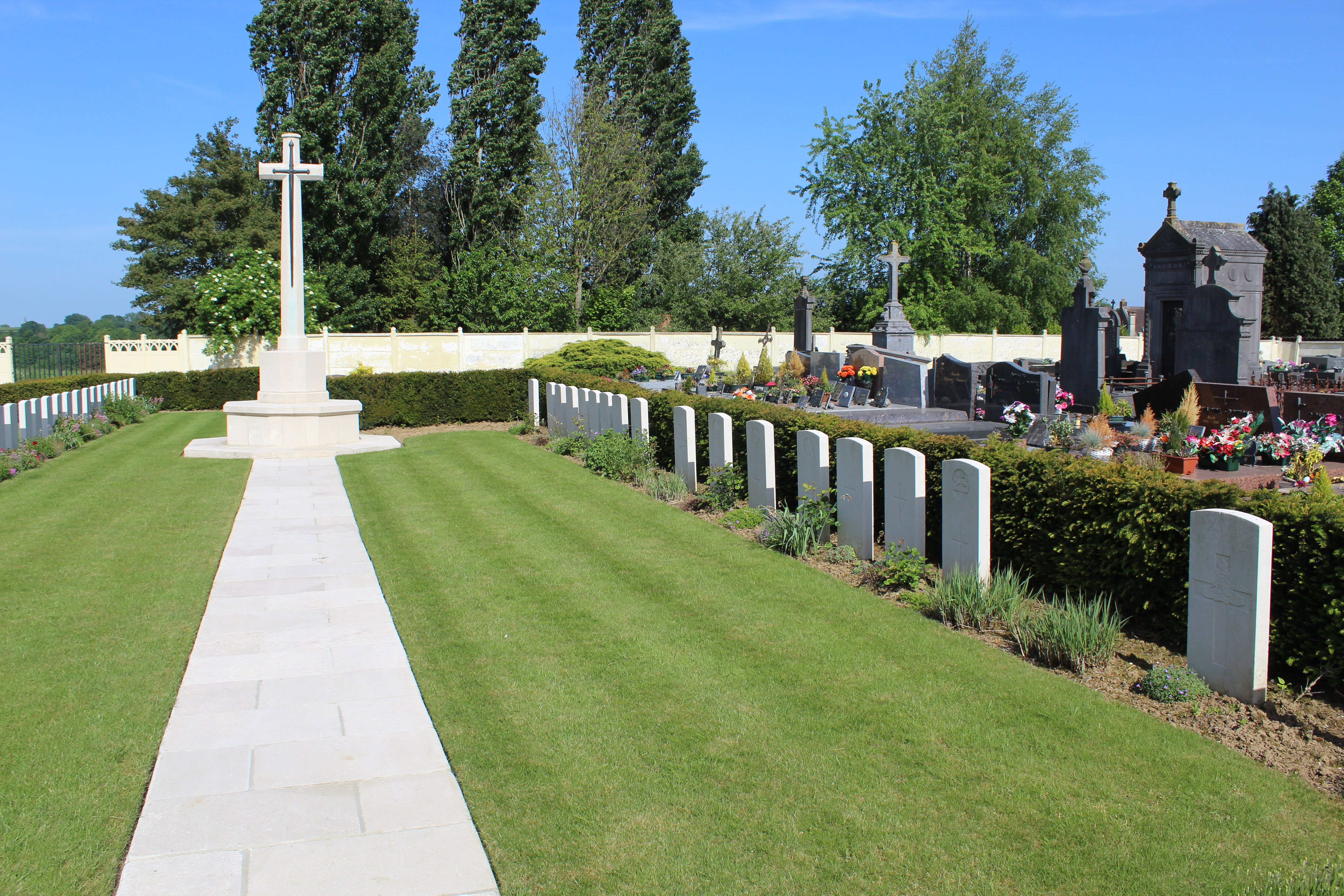

## Sépultures
| Pays             | Sépultures |
| ---------------- | ---------- |
| Royaume-Uni      | 74         |
| Nouvelle-Zélande | 1          |
| Total            | 75         |